# تپه قلعه دیو
تپه قلعه دیو مربوط به هزاره اول قبل از میلاد است و در شهرستان طالقان، روستای لهران واقع شده و این اثر در تاریخ ۱۲ بهمن ۱۳۸۱ با شمارهٔ ثبت ۷۰۵۹ به‌عنوان یکی از آثار ملی ایران به ثبت رسیده است.